# Hiroshi Mikitani
Hiroshi Mikitani (jap. 三木谷浩史 Mikitani Hiroshi) (ur. 11 marca 1965 w Kobe) – japoński miliarder, założyciel Rakuten – przedsiębiorstwa zajmującego się handlem elektronicznym.
Jest absolwentem Hitotsubashi University i Harvard Business School.
Został odznaczony Orderem „Za zasługi” III klasy (Ukraina, 2022).